# Orquestra Sinfônica Nacional Estoniana
A Orquestra Sinfônica Nacional Estoniana(pt-BR) ou Orquestra Sinfónica Nacional Estoniana(pt-PT?) (em estoniano: Eesti Riiklik Sümfooniaorkester) é uma orquestra baseada em Tallinn, Estônia. A primeira apresentação da orquestra ocorreu em 18 de dezembro de 1926. Durante o regime soviético, na década de 1950, a orquestra tornou-se a primeira na União Soviética a apresentar obras de compositores modernistas, como Igor Stravinsky, Arnold Schoenberg, Anton Webern e Carl Orff.

## Maestros Principais
- Paul Karp (1944-50)
- Roman Matsov (1950-63)
- Neeme Järvi (1963-79)
- Peeter Lilje (1980-90)
- Leo Krämer (1991-93)
- Arvo Volmer (1993-2001)
- Nikolai Alekseev (2001-2010)
- Neeme Järvi (2010-2020)
- Olari Elts (2020-)